# Aulosepalum
Aulosepalum – rodzaj roślin z rodziny storczykowatych (Orchidaceae). Obejmuje 9 gatunków występujących w Ameryce Środkowej w takich krajach i regionach jak: Kostaryka, Salwador, Gwatemala, Honduras, Meksyk, Nikaragua.

## Systematyka
Rodzaj sklasyfikowany do podplemienia Spiranthinae w plemieniu Cranichideae, podrodzina storczykowe (Orchidoideae), rodzina storczykowate (Orchidaceae), rząd szparagowce (Asparagales) w obrębie roślin jednoliściennych.
Wykaz gatunków
- Aulosepalum hemichrea (Lindl.) Garay
- Aulosepalum nelsonii (Greenm.) Garay
- Aulosepalum oestlundii (Burns-Bal.) Catling
- Aulosepalum pulchrum (Schltr.) Catling
- Aulosepalum pyramidale (Lindl.) M.A.Dix & M.W.Dix
- Aulosepalum ramentaceum (Lindl.) Garay
- Aulosepalum riodelayense (Burns-Bal.) Salazar
- Aulosepalum tenuiflorum (Greenm.) Garay
- Aulosepalum trufulae (Archila & Chiron) J.M.H.Shaw